# Bénéwendé Stanislas Sankara
Bénéwendé Stanislas Sankara (Uagadugú, Alto Volta, 23 de febrero de 1959-), líder político, abogado y fundador de la Unión para el Renacimiento - Movimiento Sankarista de Burkina Faso. Excandidato presidencial a las elecciones de 2010. 

## Carrera política
Participó del Comité de Defensa de la Revolución (CDR) (1984-1986) durante la presidencia de Thomas Sankara. Fundó la Unión para el Renacimiento - Movimiento Sankarista en noviembre de 2000 y fue elegido uno de los 3 miembros de su partido en la Asamblea Nacional de Burkina Faso en las elecciones legislativas de 2002. 
Candidato para la elección presidencial de 2005, ocupando el segundo lugar tras Blaise Compaoré, con un 4,88% de los votos.
En las elecciones presidenciales de 2010 volvió a ser candidato, consiguiendo un 6,34% de los sufragrios, quedando en tercer lugar.

## Historia electoral
- Elección presidencial de Burkina Faso (2005), para el período 2006-2011[2]

| Candidato                   | Partido | Votos     | %      | Resultado  |
| --------------------------- | ------- | --------- | ------ | ---------- |
| Blaise Compaoré             | CDP     | 1 660 148 | 80,35% | Presidente |
| Bénéwendé Stanislas Sankara | UNIR-MS | 100 816   | 4,88%  |            |
| Laurent Bado                | PAREN   | 53 743    | 2,60%  |            |
| Philippe Ouedraogo          | PDS     | 47 146    | 2,28%  |            |
| Ram Ouedraogo               | RDEB    | 42 061    | 2,04%  |            |
| Ali Lankoandé               | PDP-PS  | 35 949    | 1,74%  |            |
| Norbert Michel Tiendrébéogo | FFS     | 33 353    | 1,61%  |            |
| Soumane Touré               | PAI     | 23 266    | 1,13%  |            |
| Gilbert Bouda               | PBR     | 21 658    | 1,05%  |            |
| Pargui Emile Paré           | MPS-PF  | 17 998    | 0,87%  |            |
| Hermann Yaméogo             | UNDD    | 15 685    | 0,76%  |            |
| Tjube Clément Dakio         | UDD     | 7 741     | 0,37%  |            |
| Nayabtigungu Congo Kaboré   | MTP     | 6 706     | 0,32%  |            |

- Elección presidencial de Burkina Faso (2010), para el período 2011-2016[3]

| Candidato                   | Partido | Votos     | %      | Resultado  |
| --------------------------- | ------- | --------- | ------ | ---------- |
| Blaise Compaoré             | CDP     | 1 357 955 | 80,15% | Presidente |
| Hama Arba Diallo            | PDS     | 139 114   | 8,21%  |            |
| Bénéwendé Stanislas Sankara | UNIR-MS | 107 331   | 6,34%  |            |
| Boukary Kaboré              | UPS-MP  | 39 188    | 2,31%  |            |
| Maxime Kaboré               | PIB     | 25 085    | 1,48%  |            |
| Pargui Emile Paré           | MPS     | 14 560    | 0,86%  |            |
| François Kaboré             | PDP-PS  | 10 964    | 0,65%  |            |